# Elisabeth Büchsel
Elisabeth Büchsel, née le 29 janvier 1867 à Stralsund, une ville portuaire sur la mer Baltique et morte le 3 juillet 1957 dans la même ville, est une artiste-peintre allemande.
Elle peignit surtout des paysages de Rügen, de Stralsund et de sa région, mais également quelques portraits.

## Biographie

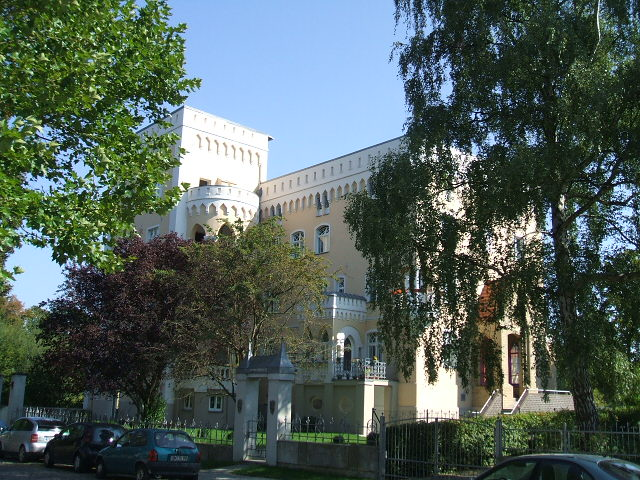
L'immeuble Schloss am Sund à Stralsund

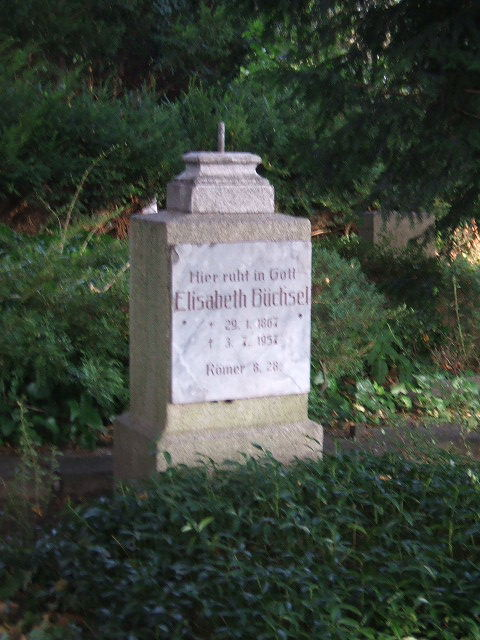
Sa tombe à Stralsund

Son talent fut remarqué très tôt et sur le plan artistique elle se forma à Spandau, un quartier de Berlin, Paris et Munich.
À partir de 1904 elle vécut plusieurs mois par an sur l'île de Hiddensee, chez la famille Gau à Neuendorf.
En 1915 elle emménagea dans l'immeuble Schloss am Sund à Stralsund.
Morte en 1957, elle est inhumée au cimetière St. Jürgen (Knieperfriedhof) de Stralsund.